# Брош Маккенна, Алин
Алин Брош Маккенна (англ. Aline Brosh McKenna, род. 2 августа 1967) — американская сценаристка и продюсер.

## Биография
Брош Маккенна родилась во Франции, но выросла в Нью-Джерси. Она окончила Гарвардский университет и затем переехала в Нью-Йорк, где начала работать внештатным писателем в различных издательствах. Её первой работой стал фильм 1999 года «Танго втроём», где она выступила одним из двух сценаристов, после чего она работала с Робертом Харлингом над «Законы привлекательности» (2004). Прорывом Брош Маккенны стал сценарий к успешному фильму «Дьявол носит Prada» (2006), который принёс ей номинации на премии BAFTA и Гильдии сценаристов США за лучший адаптированный сценарий. С тех пор она написала сценарии к фильмам «27 свадеб» (2008), «Доброе утро» (2010), «Я не знаю, как она делает это» (2011), «Мы купили зоопарк» (2011) и «Энни» (2014).
В 2015 году Брош Маккенна переместилась на телевидение, создав комедийный мюзикл «Чокнутая бывшая» для The CW.